# دانشگاه رابرت گوردون
دانشگاه رابرت گوردون، که با نام RGU هم شناخته می‌شود یک دانشگاه دولتی در شهر ابردین، اسکاتلند است که در سال ۱۹۹۲ تأسیس شد. با توجه به راهنمای دانشگاه خوب تایمز (Times Good University Guide) در سال ۲۰۱۳، این دانشگاه به عنوان بهترین دانشگاه مدرن انگلستان معرفی شد. در حالی که با توجه به راهنمای دانشگاه گاردین در سال ۲۰۱۳، دانشگاه رابرت گوردون بهترین دانشگاه مدرن در اسکاتلند و دومین در انگلستان شناخته شد. این دانشگاه همچنین بودجه عظیمی را صرف پژوهش نموده و به دنبال پذیرش تعداد نسبتاً کمی از یافته‌های پژوهشی‌اش در سازوکار بهبود کیفیت آثار پژوهشی سال ۲۰۱۴ و سقوط در رتبه‌بندی این مقیاس، در حال بررسی شیوه و تغییر راهبردهای خود است. بیش از ۴۰٪ از آثار پژوهشی ارائه‌شده توسط این دانشگاه به REF در دو رتبه‌بندی برتر جای گرفته و بهترین نتایج به موضوعات مطالعات بهداشت، ارتباطات و رسانه تعلق گرفت. این دانشگاه در سال ۲۰۱۹ دارای ۹۶۲۹ دانشجوی مشغول به تحصیل می‌باشد که از این میان ۲۱۱۴ دانشجوی بین‌المللی هستند که تحصیل در انگلستان و این دانشگاه را انتخاب کرده‌اند.

## پردیس
این دانشگاه تنها یک پردیس در حومهٔ جنوب غربی Garthdee دارد. پردیس Garthdee پردیس اصلی این دانشگاه می‌باشد که تمام گروه‌های آموزشی و تحقیقاتی در آن قرار دارند. این پردیس در نزدیکی پارک شهر قرار دارد و از نکات قابل توجه این پردیس می‌توان به معماری مدرن آن ذکر کرد. ساختمان‌های اصلی این پردیس عبارتند از:
- ساختمان Sir Ian Wood building، در این ساختمان پردیس کتابخانه و گروه‌های آموزشی داروسازی، علوم زیستی، محاسبات، معماری و مهندسی قرار دارند. این ساختمان در ژوئیه ۲۰۱۵ توسط شاهدخت سلطنتی بریتانیا افتتاح شد.[۵]
- ساختمان مدرسه کسب و کار ابردین، که گروه‌های آموزشی حسابداری و امور مالی، ارتباطات و رسانه، مدیریت اطلاعات و حقوق و مدیریت در آن قرار دارند.
- دانشکده بهداشت و مراقبت اجتماعی، که گروه‌های آموزشی مطالعات اجتماعی، پرستاری و مامایی و علوم پزشکی در آن واقع شده‌اند.
- ساختمان ورزشی RGU SPORT یک مرکز ورزشی و تناسب اندام است که توسط شرکت معماری Thomson Craig & Donald طراحی شده و در سال ۲۰۰۵ با هزینه ای در حدود ۱۰٫۷ میلیون پوند تأسیس شد.[۶]

## دانشکده‌ها
- دانشکده کسب و کار
- دانشکده مطالعات اجتماعی کاربردی
- دانشکده علوم محاسبات و رسانه‌های دیجیتال
- دانشکده خلاقیت و نوآوری در کسب وکار
- دانشکده مهندسی
- دانشکده هنر
- دانشکده علوم پزشکی
- دانشکده حقوق
- دانشکده پرستاری و مامایی
- دانشکده داروسازی و علوم زیستی
- دانشکده معماری

## رتبه‌بندی
بر اساس رتبه‌بندی QS و مؤسسه عالی تایمز در سال ۲۰۱۹ دانشگاه رابرت گوردون در رده ۱۰۰۰–۸۰۱ دانشگاه‌های جهان قرار گرفته‌است. در رده‌بندی موضوعی دانشگاه‌های انگلستان که توسط گاردین انجام شد دانشگاه RGU در ۴ رشته (روزنامه‌نگاری، معماری، علوم سلامت و بهداشت و داروسازی) در بین ۱۰دانشگاه برتر بریتانیا قرار گرفت. دانشگاه رابرت گوردون در سال ۲۰۱۲ توسط ساندی تایمز به عنوان دانشگاه مدرن بریتانیا شناخته شد در حالی که این عنوان به مدت ۱۰ سال در اختیار دانشگاه آکسفورد بروکس بود. این دانشگاه در سال ۲۰۱۷ موفق به کسب نشان طلا در چارچوب برتری تدریس (TEF) شده‌است. حداقل دو سال است که دانشگاه رابرت گوردون دارای بالاترین میزان اشتغال فارغ التحصیلان در بین دانشگاه‌های بریتانیا است. در سال ۲۰۱۵، HESA اعلام کرد که ۹۷٫۲ درصد فارغ التحصیلان RGU در شغلی مشغول به کار هستند یا شش ماه پس از فارغ‌التحصیلی تحصیلات خود را در دوره‌های تحصیلات تکمیلی ادامه داده‌اند.

## نگارخانه

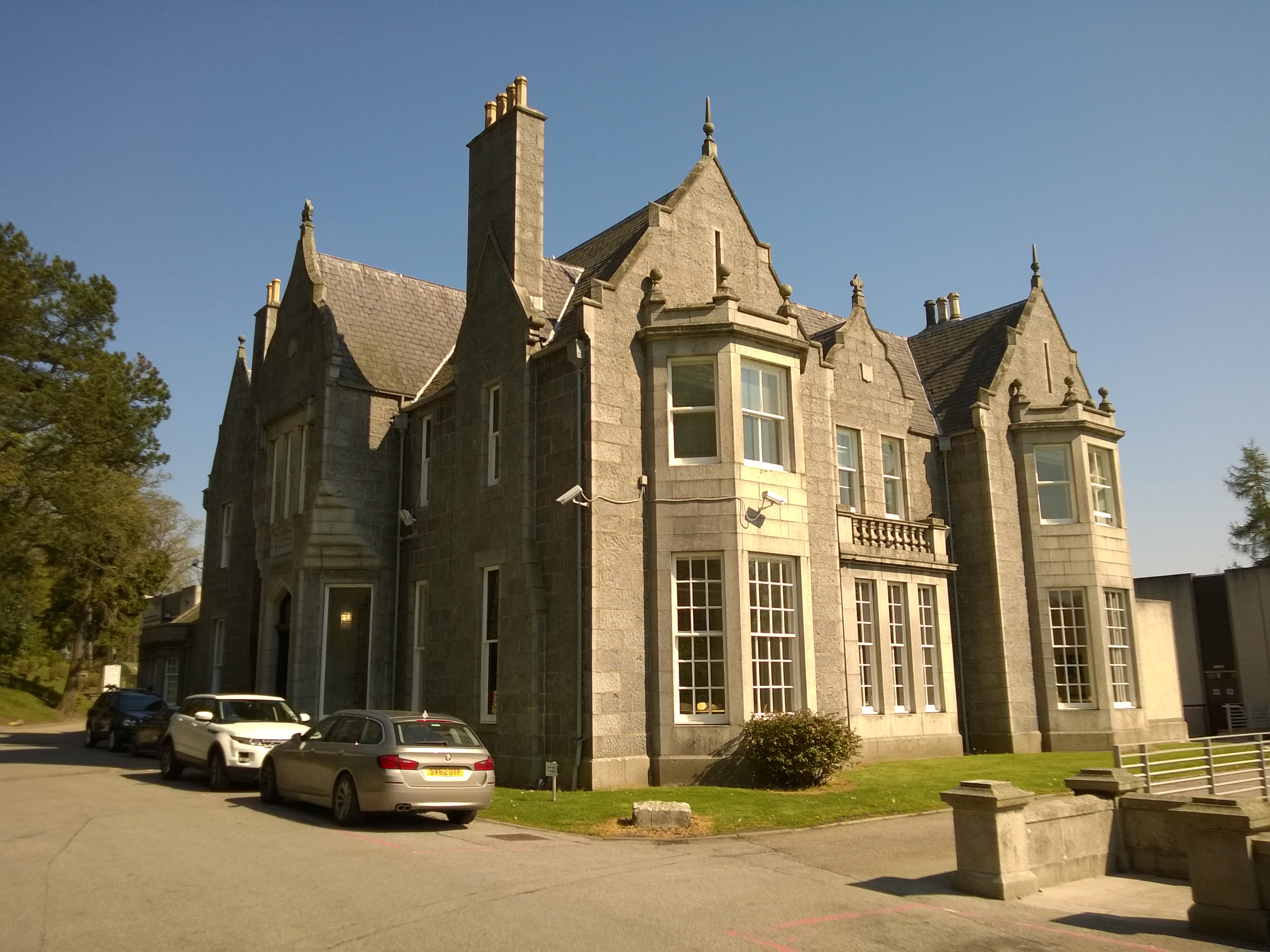
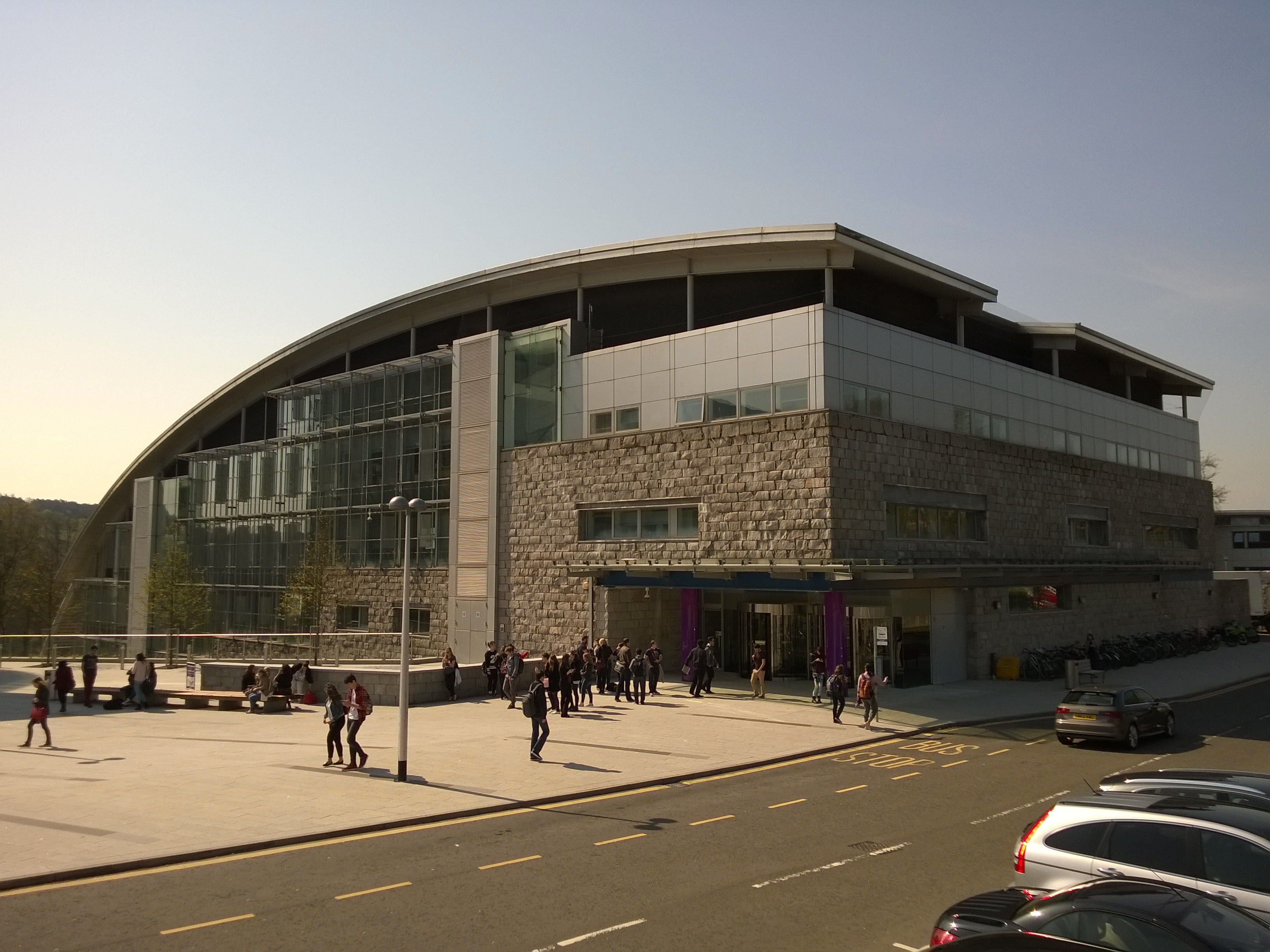
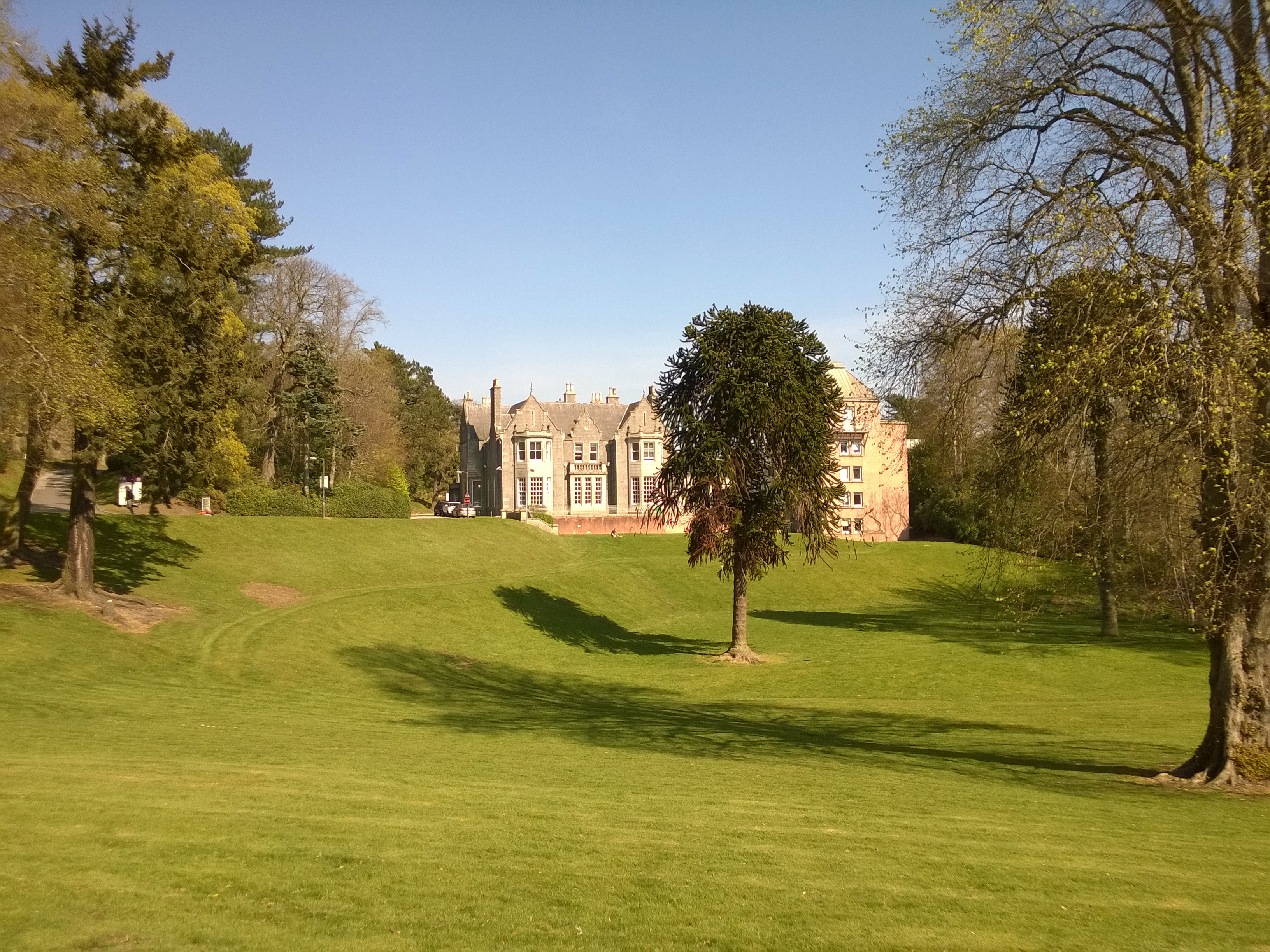
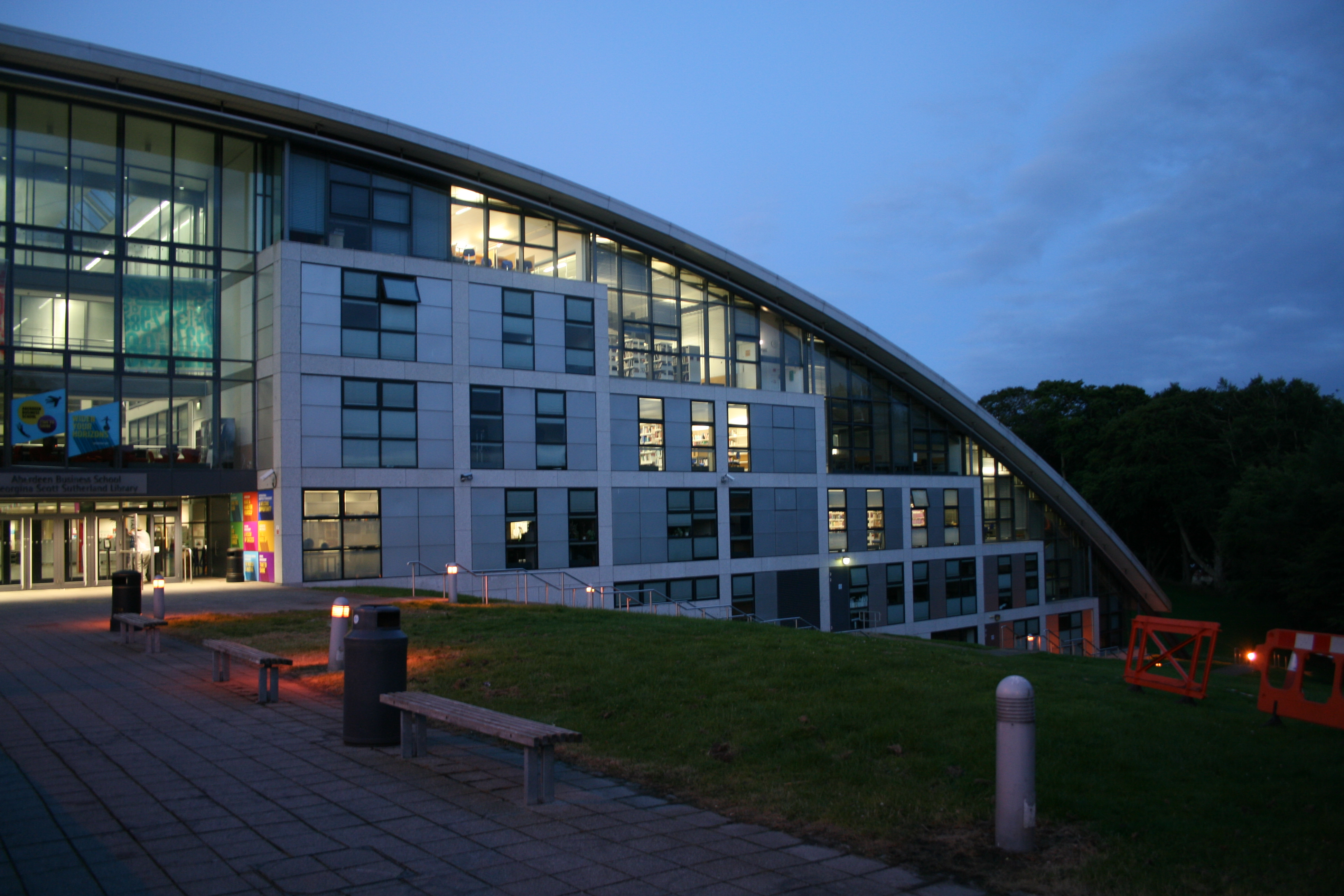